# چاه زرد شماره ۲
چاه زرد شماره ۲ یک منطقهٔ مسکونی در ایران است که در بخش مرکزی شهرستان سیرجان واقع شده‌است. چاه زرد شماره ۲ ۵۰ نفر جمعیت دارد.